# Insurrection de Pérouse

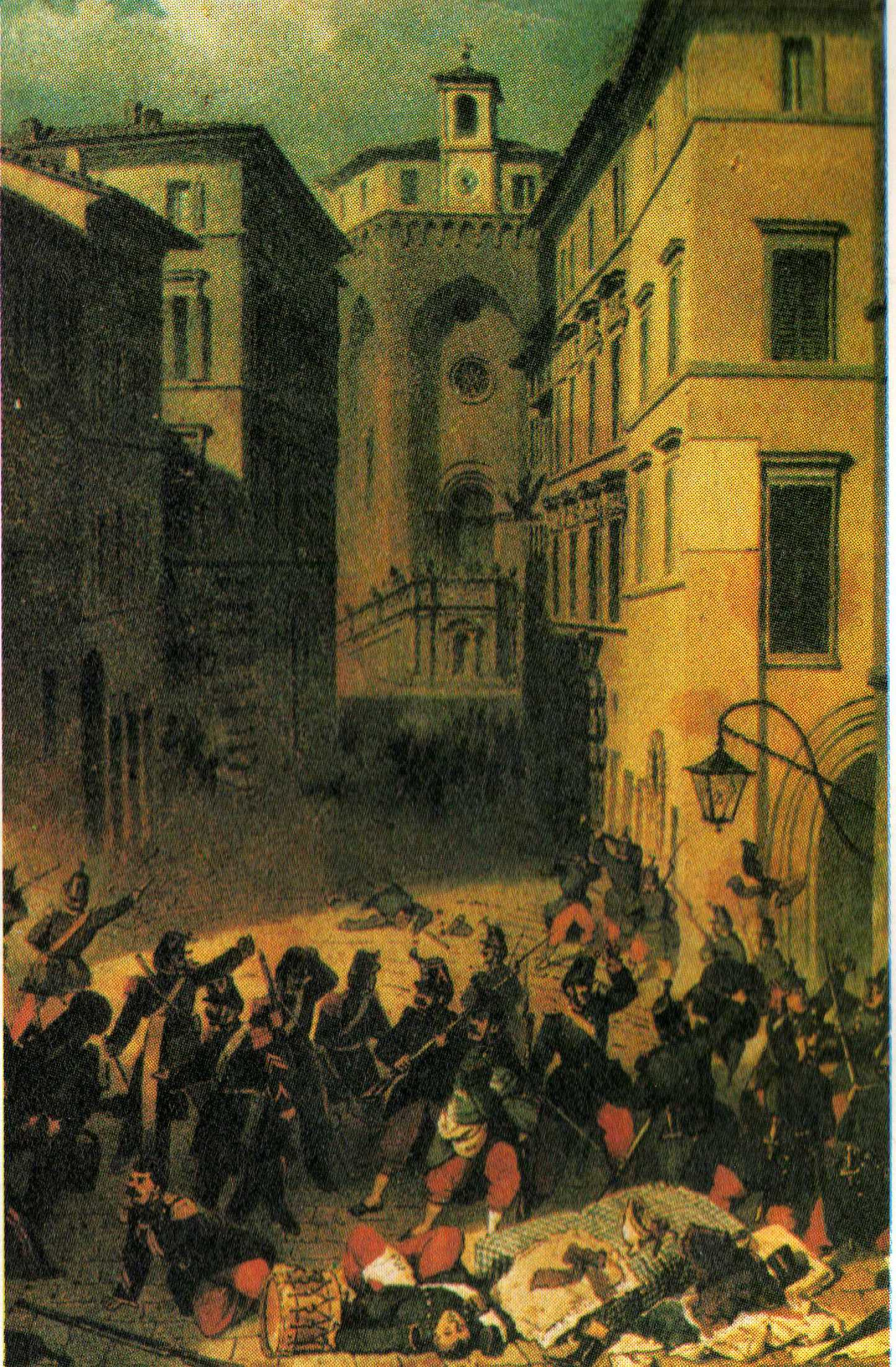
Soldats suisses à l'intersection (Napoleone Verga). Musée de laccademia di Belle Arti de Pérouse

L'insurrection de Pérouse est un événement tragique et historique, qui s'est déroulé le 20 juin 1859, pendant la période du Risorgimento dans la cité de Pérouse (Perugia). À cette époque, la ville de Pérouse, soumise et dominée par les États pontificaux jusqu'à l'unité de l'Italie se soulève, pour manifester contre le pouvoir temporel. Des  régiments de la garde suisse envoyés par le pape Pie IX, attaquent les Pérugins révoltés, et par excès organisent un pillage et un massacre du peuple.

## La situation initiale
La seconde guerre d'indépendance vit huit cents jeunes gens de Pérouse accourir comme volontaires dans l'armée sarde sur les champs de bataille de l'Italie septentrionale, pendant qu'à Pérouse même, un comité insurrectionnel prenait contact avec la Società Nazionale, en particulier avec les centres de cette dernière à Florence et à Bologne.
Le 14 juin, ce comité alla demander au gouvernement pontifical, par l'intermédiaire de son représentant à Pérouse, Mgr Luigi Giordani, d'abandonner la position de neutralité qu'il avait adoptée dans la guerre d'Italie. Devant le refus de collaborer du représentant pontifical, le comité l'expulsa et constitua un gouvernement provisoire, qui offrit la dictature à Victor-Emmanuel.
Cet organisme suprême organisa un commandement de la place, un comité de défense et d'autres organes essentiels pour la sûreté publique et la défense. Ils étaient nécessaires parce qu'il était bien vite apparu que le gouvernement pontifical, décidé à mettre un barrage aux mouvements patriotiques qui menaçaient même ce qui restait des États de l'Église, ne renonçait pas à Pérouse et se préparait à donner, en la reprenant par la force, un exemple dont on se souviendrait. Il apparut tout aussi clairement qu'il n'y avait pas le moindre appui à attendre de la part de Cavour, qui avait les mains liées par des accords précis avec Napoléon III bien qu'il trouvât dans l'insurrection de Pérouse des motifs fort utiles à sa politique.
Le Cardinal Secrétaire d'État Giacomo Antonelli, informé de ce qui était arrivé, donna l'ordre le 14 juin même à Mgr Giordani (qui s'était retiré à Foligno) « d'empêcher tout désordre, en appelant même si nécessaire une compagnie de Spolète », dans l'attente d'un renfort de « deux mille hommes et peut-être même de Français ». L'aide française cependant fut rejetée par le commandant des corps d'occupation de Goyon, mais on prépara l'expédition du 1er régiment étranger, qui comptait environ 1 700 hommes, sous les ordres du colonel Antonio Schmidt d'Altorf. Ils arrivèrent à Foligno le 19 juin, où Schmid, Mgr Giordani et le Conseiller d'État Luigi Lattanzi décidèrent de se diriger immédiatement vers Pérouse, pour empêcher l'arrivée dans la ville de renforts venus de Toscane.

## Massacres et pillages
Le gouvernement provisoire lança donc au peuple, pour qu'il se préparât à la défense, un courageux appel qui fut entendu.
Lorsque le 20 juin les troupes pontificales, fortes d'environ deux mille hommes et composées en grande partie de Suisses, se présentèrent devant Pérouse, elles trouvèrent devant elles des milliers de citoyens dispersés sur un vaste front, mal organisés et mal armés – de Toscane étaient arrivés quelques centaines de fusils mais tous n'étaient pas en bon état – les patriotes étaient cependant animés d'une volonté farouche de se défendre.
La résistance fut brisée après un combat bref mais acharné qui eut comme épicentre la porte San Pietro ; les pontificaux perdirent 10 hommes et les Pérousins 27. La bataille fut suivie d'un pillage, accompagné d'un massacre de la population civile, qui rendit immédiatement célèbre ce premier épisode de guerre populaire de 1859.
Une figure de premier plan au cours de ces massacres fut celle de l'abbé du monastère de San Pietro, Placido Acquacotta, qui cacha de nombreux civils et les aida dans leur fuite.

### Témoignages
« Par l'aveu même de Schmid, trente maisons furent pillées dans lesquelles les femmes furent massacrées ; un monastère, deux églises, un hôpital, un orphelinat de jeunes filles furent envahis et deux demoiselles furent violées sous les yeux de leurs maîtresses et de leurs camarades. À l'atrocité des pillards, comme suite logique, le gouvernement légal fut mis au ban par Schmid qui avec ses acolytes bénéficia de grand nombre de faveurs et titres honorifiques ; des obsèques solennelles et fastueuses furent célébrées par le cardinal-évêque Pecci, aujourd'hui Pape Léon XIII, avec l'inscription diablement provocatrice portée sur le catafalque : Bienheureux sont ceux qui meurent dans la grâce du seigneur. »

— Il risorgimento, in «Storia generale d'Italia», sous la direction de Pasquale Villari. F. Vallardi éditeur. Milan, 1881, p.  376)

« D'ailleurs, plusieurs familles y saignent encore des massacres hideux de Perugia et de Viterbo, et l'on y trouve plus d'un père, plus d'un mari que par un raffinement de barbarie, une soldatesque effrénée avait forcés d'assister à l'outrage révoltant infligé à leur fille ou à leur femme; car rien n'égale les atrocités commises à Perugia par les aventuriers que commandait le Suisse catholique Schmidt, lorsqu'en 1859 la cour de Rome chargea cet étranger du soin de faire rentrer sous le joug pontifical les habitants de Pérouse dont l'insurrection n'avait été signalée par aucune effusion de sang, parce que la garnison romaine s'était retirée sans coup férir, tandis qu'après la prise de la ville, Schmid la livra à toutes les horreurs du pillage... »

— Petr Aleksandrovich Chikhachev : Le royaume d'Italie, éditions Ch. Albessard et Bérard, Paris, 1862,p. 10

### Les responsabilités
On a du mal à savoir jusqu'à quel point Pie IX peut être considéré comme responsable de ce qui est arrivé. À son départ de Rome, il semble que Schmidt ait reçu les instructions secrètes suivantes, signées du Cavalier Luigi Mazio, Auditeur militaire général (qui assumait la charge de Commissaire substitut du Ministre des armées pontificales, les charges de ministre et de commissaire étant alors vacantes) : « Le soussigné, commissaire substitut au ministre, donne la charge à Votre Excellence de récupérer pour le compte de la Sainteté de Notre-Seigneur les provinces conquises par un petit nombre de factieux, et à cette fin il vous recommande d’être énergique pour que cela serve d’exemple aux autres, et les tienne loin de la révolution. Je donne en outre à Votre Seigneurie le droit de faire décapiter les révoltés qui se trouveraient dans les maisons, de ne pas lésiner sur les dépenses du Gouvernement, les frais de la présente expédition devant être supportés par la Province elle-même.
 
Le Substitut du Ministère C.L. Mazio » (dans R. Ugolini, p. 357.
Cet ordre, rendu public le 29 juin, fut démenti par le gouvernement pontifical, qui le qualifia d’« invention malveillante ».

## Thèse révisionniste
Angela Pellicciari évoque la thèse que l'insurrection de Pérouse (« Strage di Perugia, che strage non é ») serait un événement explicitement voulu par Cavour, ayant servi comme prétexte un an plus tard à l'invasion des Marches.

## Sources
- (it) Cet article est partiellement ou en totalité issu de l’article de Wikipédia en italien intitulé « Stragi di Perugia » (voir la liste des auteurs).